# Verderel-lès-Sauqueuse

Verderel-lès-Sauqueuse este o comună în departamentul Oise, Franța. În 1 ianuarie 2022 avea o populație de 720 de locuitori.